# 皇家公园剧院
皇家公园剧院（法語： 荷蘭語：)是位于布鲁塞尔Rue de la Loi3号的剧院，在正对比利时联邦议会（Belgian Federal Parliament）的布鲁塞尔公园边上。离它最近的布鲁塞尔地铁站是 Arts-Loi/Kunst-Wet地铁站和Park地铁站。